# Indépendance de Taïwan
Indépendance de Taïwan (chinois traditionnel : 臺灣獨立運動 ; chinois simplifié : 台湾独立运动 ; pinyin : Táiwān dúlì yùndòng ; abrégé chinois traditionnel : 臺獨 ; chinois simplifié : 台独 ; pinyin : Táidú)  est un mouvement politique dont les objectifs principaux sont : d'établir officiellement une « république de Taïwan » en lieu et place de l'actuelle république de Chine (communément appelée Taïwan), de favoriser l'identité nationale taïwanaise, de rejeter le projet de réunification et le système d'un pays, deux systèmes avec la république populaire de Chine et l'identité chinoise, et enfin d'obtenir la reconnaissance diplomatique comme État souverain. Il s'agit là d'une des options envisagées pour le règlement de la question du statut de Taïwan.
Sondage en juin 2020
- Supporte l'indépendance officielle pour Taiwan (54 %)
- Sans opinion (10 %)
- Préfère maintenir le status quo (23,4 %)
- Préfère l'unification avec la Chine (12,5 %)

Ce mouvement est soutenu à Taïwan par la Coalition pan-verte. Ses adversaires sont regroupés dans la Coalition pan-bleue qui cherche à préserver le statu quo ambigu issu du consensus de 1992, ou à promouvoir une réunification graduelle avec la Chine continentale. Compte tenu de l'affirmation par la république populaire de Chine de sa souveraineté sur Taïwan et de ses menaces répétées d'intervention militaires, une déclaration d'indépendance formelle pourrait entrainer un affrontement militaire entre l'Armée de la république de Chine et l'Armée populaire de libération de la république populaire de Chine, avec un risque sérieux d'escalade et l'implication d'autres pays comme les États-Unis et le Japon.
Le terme d'indépendance pour Taïwan peut être ambigu. Lorsque certains militants affirment être en faveur de l'indépendance de Taïwan, ils peuvent soit vouloir dire qu'ils souhaitent la création d'une république indépendante de Taïwan ou bien, conformément à la théorie des quatre étapes de la république de Chine affirmer que d'ores et déjà, Taïwan est indépendante de la Chine continentale, ce que conteste Pékin (voir Relations inter-détroit et Un pays de chaque côté (en).)
Avant 1895, tant Taïwan que la Chine continentale appartenaient à l'empire Qing. À la suite de la guerre sino-japonaise (1894-1895), Taïwan fut cédée par le gouvernement Qing à l'empire du Japon au terme du traité de Shimonoseki. À la fin de la Seconde Guerre mondiale en 1945, Taïwan passa sous le contrôle de la république de Chine, qui contrôlait alors l'essentiel de la Chine continentale. Après la victoire du Parti communiste chinois en Chine continentale en 1949, le gouvernement de la république de Chine et les cadres du Kuomintang ne contrôlaient plus que Taïwan et les îles environnantes.

## Histoire du mouvement indépendantiste

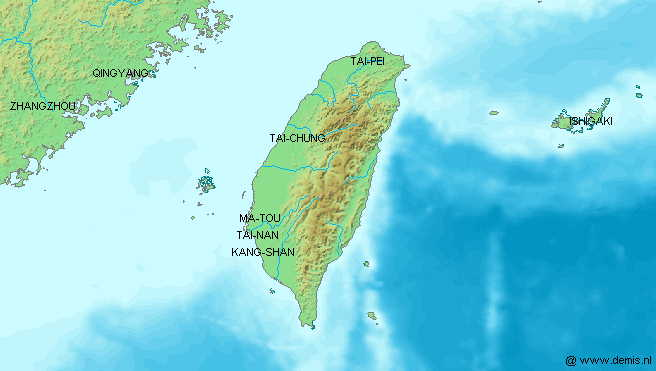
Carte de Taïwan

Pour de nombreux partisans de l'indépendance de Taïwan, l'histoire de Taïwan depuis le XVIIe siècle est une lutte continuelle pour l'indépendance
Selon eux, le peuple indigène de Taïwan et ceux qui s'y sont installés ont été successivement occupés par différents envahisseurs, les Hollandais, les Espagnols, Les Ming, Koxinga et les partisans des Ming, les Qing, les Japonais et finalement les nationalistes chinois du Kuomintang.
Selon les militants pro-indépendance, la lutte pour l'indépendance a commencé dans les années 1680 sous le règne des Qing. Ils comparent le régime du Kuomintang à Taïwan à celui de l'Afrique du Sud de l'Apartheid. Dans les années 1930, Mao Zedong encouragea le mouvement indépendantiste taïwanais dans l'espoir d'affaiblir l'emprise du Japon sur l'île. À la fin de la Seconde Guerre mondiale en 1945, les Alliés décidèrent par l'Ordre général No. 1 de reddition du Japon que l'Armée de la république de Chine "occuperait temporairement Taïwan, au nom des forces alliées".